# Mục Tử
Mục Tử (tiếng Trung: 穆子; 1940-) là một nhà văn người Trung Quốc.

## Tiểu sử
Nhà văn Mục Tử tên thật là Lý Khả Đạt (giản thể: 李可达; phồn thể: 李可達), quê ở kỳ Tumed Hữu, Nội Mông.
Năm 1964, tốt nghiệp khoa tiếng Trung, Đại học Sư phạm Nội Mông.
Từng trải qua các chức vụ biên tập cho Nhà xuất bản Giáo dục Nội Mông, biên tập, phó chủ nhiệm Phòng biên tập, Phó tổng biên tập Nhà xuất bản Văn nghệ nhân dân Nội Mông, phó chủ biên bộ sách Văn nghệ mỹ học (文艺美学), chủ biên, thẩm định sách Thi tuyển khan (诗选刊).
Năm 1972, Mục Tử bắt đầu gửi đăng tác phẩm. Năm 1990, gia nhập Hiệp hội tác giả Trung Quốc.

## Tác phẩm chính
- Tuyển tập văn xuôi dân tộc thiểu số (少数民族散文选).
- Tái Hô và Tháp Na (赛呼与塔娜, văn học thiếu nhi).
- Hộ thân phật (护身佛, văn học thiếu nhi).
- Truyện dân gian dân tộc Hồi (回族民间故事集, văn học dân gian).
- Tuyển tập bình luận văn học Nội Mông Cổ (内蒙古文艺评论选, phê bình văn học).
- Rễ sâu lá tốt (根深叶茂, tiểu thuyết phi hư cấu).

## Biên tập
- 14 bài sonnet của Shakespeare (莎士比亚十四行诗集).
- Văn học Nội Mông đương đại (内蒙古当代文学).
- Tài liệu nghiên cứu văn học Nội Mông đương đại (中国当代文学研究资料).

## Giải thưởng
- Giải ba Giải sáng tác văn học Nội Mông 1981 với truyện ngắn Chuyện của đô vật (摔跤手的故事).
- Giải ba Giải văn học Sách Long Ca lần thứ nhất với tác phẩm phê bình văn học Một thế hệ nhà văn mới đang trỗi dậy (一代新人在崛起).
- Giải thưởng dành cho cá nhân xuất sắc trong nghiên cứu văn học dân gian toàn quốc.
- Sách bình thư Tiết Cương phản Đường nằm trong top 10 sách bán chạy toàn quốc năm 1982.[1]